# Tour de France für Automobile 1976
Die Tour de France für Automobile 1976 wurde als Etappenrennen für Automobile vom 17. bis 24. September in Frankreich ausgetragen.

## Das Rennen
Schon im Vorjahr war die Tour Auto nach einem neuen Reglement ausgetragen worden, das auf die vielen Berg- und Rundstreckenrennen verzichtete. Die Tour wurde somit auch 1976 als Etappenfahrt, bei der wie bei einer Rallye Sonderprüfungen die Wertung bestimmten, bestritten. Sie wurde in Nancy gestartet und führte über knapp 4000 km und die Etappenorte Mâcon, Orléans, Tarbes und La Grande-Motte nach Nizza. 119 Teilnehmer – die 17 Sonderprüfungen zu absolvieren hatten – gingen an den Start. 50 erreichten das Ziel.
Das Rennen entwickelte sich zu Beginn zu einem Zweikampf zwischen dem Lancia-Stratos-Piloten Jean-Claude Andruet und Jean Ragnotti, der eine Alpine A310 mit V6-Motor fuhr. Nach dem Ausfall der beiden Protagonisten führte lange Guy Fréquelin auf einem Porsche Carrera. Nach einem Unfall von Fréquelin knapp vor Schluss gewann seine Markenkollege Jacques Henry das Rennen. Die Damenwertung sicherte sich wie Vorjahr Christine Dacremont, die mit ihrer Alpine A310 Sechste in der Gesamtwertung wurde. 

## Die ersten sechs der Gesamtwertung
| Pl. | Fahrer              | Copilot                | Fahrzeug        |
| --- | ------------------- | ---------------------- | --------------- |
| 1   | Jacques Henry       | Bernard-Etienne Grobot | Porsche Carrera |
| 2   | Bernard Béguin      | Robert Boubet          | Porsche Carrera |
| 3   | Jacques Alméras     | Tilber                 | Porsche 934     |
| 4   | “Ladagi”            | André Gahinet          | Porsche Carrera |
| 5   | Jean-Hugus Hazard   | Thierry Bonnet         | BMW 3.0 CSL     |
| 6   | Christine Dacremont | Yveline Vanoni         | Alpine A310     |

## Klassensieger
| Klasse     | Fahrer            | Copilot                | Fahrzeug        | Platzierung im Gesamtklassement |
| ---------- | ----------------- | ---------------------- | --------------- | ------------------------------- |
| Gruppe 4/5 | Jacques Henry     | Bernard-Etienne Grobot | Porsche Carrera | Gesamtsieg                      |
| Gruppe 3   | Bernard Béguin    | Robert Boubet          | Porsche Carrera | Rang 2                          |
| Gruppe 2   | Jean-Hugus Hazard | Thierry Bonnet         | BMW 3.0 CSL     | Rang 5                          |
| Gruppe 1   | Henri Greder      | Mlle. Celigny          | Opel Kadett GTE | Rang 5                          |